# Sargis Yosip
Sargis Yosip – duchowny Asyryjskiego Kościoła Wschodu, emerytowany biskup Kalifornii. Członek Świętego Synodu.